# Stephan Stieröchsel
Stephan Stieröchsel, latinizat Taurinus (n. 1485, Zwittau azi Svitavy, Republica Cehă – d. 1519, Sibiu) a fost un scriitor și istoric german.
Stephan Stieröchsel era în serviciul primatului de Ungaria. El a venit în 1517 în Transilvania ca prepozit al Catedralei de Alba Iulia și vicar general al episcopului Transilvaniei Francisc Varday.
Aici s-a preocupat mai ales cu studiul mărturiilor din epoca romană. În lucrarea istorică în versuri Stauromachia s-a ocupat de răscoala lui Gheorghe Doja din 1514.

## Lucrări
- Stephani Taurini Olumucensis Stauromachia, Viena, 1519